# Ištar Terra
Ištar Terra (auch Ischtar Terra; englisch Ishtar Terra; russ. Земля Иштар) ist eine von zwei Haupthochlandregionen auf dem Planeten Venus. Es ist von den zwei „Venuskontinenten“ nach Aphrodite Terra der kleinere, mit einer Größe zwischen denen von Australien und den kontinentalen Vereinigten Staaten, und liegt auf der Nordhemisphäre relativ nahe dem Nordpol zwischen dem 45. und dem 80. Breitengrad. Es ist nach der akkadischen Göttin Ištar benannt.

## Beschreibung
Im Westteil von Ishtar Terra befindet sich vier Kilometer über dem Nullniveau die einzigartige Hochebene Lakshmi Planum, benannt nach der hinduistischen Göttin Lakshmi. Auf der Hochebene befinden sich die zwei Vulkane Colette Patera und Sacajawea Patera, benannt nach Sidonie-Gabrielle Colette und der Shoshone-Indianerin Sacajawea. Fast alle Formationen auf der Venus tragen weibliche Namen. Die Hochebene wird umsäumt von den vier großen Gebirgsketten der Venus; im Süden von den Danu Montes, im Westen von den Akna Montes, im Norden von den mit etwa 6,5 Kilometer noch höheren Frejya Montes und im Osten von den Maxwell Montes. Die Maxwell-Berge sind mit einer Höhe von bis zu 10800 m ü. Nullniveau die höchste Erhebung der Venus. Ihren Namen erhielten sie zu Ehren von James Clerk Maxwell, der mit seinen Gleichungen der elektromagnetischen Wellen unter anderem auch eine Grundlage für die Radarerkundung der Venusoberfläche geschaffen hat.
Im Osten der Maxwell-Berge liegt der mit erstarrter Lava gefüllte Einschlagkrater Cleopatra. Er ist nach Kleopatra VII. benannt und mit einem Durchmesser von 104 Kilometern der achtgrößte Impaktkrater auf der Venus.
Im Ostteil von Ishtar Terra weist das Hochland umfangreiche Tesserae auf, hauptsächlich die Region Fortuna Tessera, ein hügeliges Plateau mit einer Höhe von etwa bis zu 2500 m ü. Nullniveau. Solche durch Verwerfungen parkettmusterartig strukturierten Hochländer zeugen anscheinend davon, dass sich die Oberfläche des Planeten einst in sehr wechselhafter Bewegung befand.